# Pays d'Aix Venelles Volley-Ball 2011-2012
Questa voce raccoglie le informazioni riguardanti il Pays d'Aix Venelles Volley-Ball nelle competizioni ufficiali della stagione 2011-2012.

## Organigramma societario
Area direttiva
- Presidente: Bernard Soulas

Area tecnica
- Allenatore: Thierry Hippolyte
- Allenatore in seconda: Ludovic Rey

## Rosa
| N° | Nome               | Ruolo | Data di nascita | Nazionalità sportiva |
| -- | ------------------ | ----- | --------------- | -------------------- |
| 1  | Silvana Olivera    | S     | 5 agosto 1984   | Spagna               |
| 2  | Yulia Ferulik      | C     | 2 gennaio 1987  | Rep. Ceca            |
| 3  | Deborah van Daelen | C     | 24 marzo 1989   | Paesi Bassi          |
| 4  | Félicia Menara     | P     | 23 giugno 1991  | Francia              |
| 5  | Gäelle Mortelette  | C     | 27 giugno 1981  | Francia              |
| 6  | Camille Crousillat | S     | 23 marzo 1990   | Francia              |
| 8  | Ivana Curčić       | S     | 15 gennaio 1982 | Serbia               |
| 9  | Célia Denis        | C     | 19 agosto 1990  | Francia              |
| 11 | Myriam Kloster     | C     | 4 agosto 1989   | Francia              |
| 12 | Thaís Santos       | S     | 4 ottobre 1983  | Brasile              |
| 13 | Leyla Tuifua       | P     | 17 ottobre 1986 | Francia              |
| 16 | Laura Ong          | L     | 30 aprile 1989  | Francia              |
| 17 | Nikolina Tomić     | S     | 3 gennaio 1986  | Serbia               |